# Jindabyne (New South Wales)
Der Ort Jindabyne liegt im Südosten von New South Wales in Australien am Lake Jindabyne in den Snowy Mountains. Der Ort ist 61 km von Cooma und 462 km von Sydney entfernt. Der Ortsname bedeutet in der Sprache der Aborigines „Tal“. Ursprünglich befand sich in diesem Gebiet kein See und der Ort musste, als der Damm des Lake Jindabyne für das Snowy-Mountains-System gebaut wurde, verlagert werden.

## Ortschaft
Jindabyne wird häufig von Touristen aufgesucht, besonders im Winter, da es nicht weit zu den Skigebieten im Kosciuszko National Park ist. Der Ort ist auf mehreren Straßenverbindungen erreichbar, wie Kosciuszko Road, Alpine Way und Barry Way. Zu den Skigebieten von Thredbo und Perisher Blue dauert eine Autofahrt etwa 30 Minuten. Im Sommer reisen zahlreiche Touristen zum Angelsport und Wassersport an. Der Ort liegt für australische Verhältnisse mit 911 Metern über Meereshöhe relativ hoch. Im Winter ist mit leichten Schneefällen zu rechnen. In Jindabyne gibt es eine öffentliche Central School und eine private Snowy Mountains Grammar School.

## Filme und Musik
Jindabyne war der Drehort von zwei Filmen, wie dem AFI-Gewinner Somersault – Wie Parfum in der Luft im Jahre 2004 und Jindabyne – Irgendwo in Australien im Jahr 2006, der von Australian Film Institute ausgezeichnet wurde. Über den Ort wurden mehrere Lieder verfasst, wie Goodbye Jindabyne im Jahre 2007, Goodbye Carinne Petersen 2008, Around Jindabyne und "Jindabyne" (2013) vom Folk-Singer-Songwriter Isaac Graham. Das Coverfoto des Jezabels-Debütalbums Prisoner (2011) wurde in Jindabyne aufgenommen.